# Stazione di Benevento Acquafredda
La stazione di Benevento Acquafredda era una fermata ferroviaria della linea Benevento-Campobasso sita nel territorio comunale di Benevento e al servizio della località di Acquafredda.

## Storia
La fermata, inaugurata nel 1949, si trovava sulla ferrovia Benevento-Campobasso. A causa della sua posizione, aveva una rilevanza locale, solo alcuni dei treni in servizio sulla linea vi fermavano e fu dismessa all'inizio degli anni 1990.

## Strutture e impianti
Situata nei pressi di un passaggio a livello, la stazione era composta da un fabbricato viaggiatori e dal singolo binario per il transito dei treni. Sono tuttora visibili il marciapiede per i viaggiatori ed un piccolo prefabbricato, mentre il vecchio fabbricato della casa cantoniera, utilizzato anche come fabbricato viaggiatori, a seguito dei danni del terremoto del 1980, è stato poi demolito.

## Movimento
Non ha mai avuto un traffico viaggiatori particolarmente intenso, principalmente perché al servizio di una contrada di campagna.